# اچ‌اف‌ام
اچ‌اف‌ام (انگلیسی: Hachette Filipacchi Médias) شرکت انتشارات فرانسوی است، که در سال ۱۸۲۶ توسط لوئیز هاکت تأسیس شد.